# 格里齊夫卡
50°55′2″N 33°3′20″E / 50.91722°N 33.05556°E
格里齊夫卡（烏克蘭語：Грицівка），是烏克蘭北部的村莊，隸屬切爾尼希夫州的普里盧基區。該村面積1.2平方公里，海拔高度128米，2001年人口237，人口密度每平方公里197.5人。